# سجل ولاية نيو مكسيكو للممتلكات الثقافية

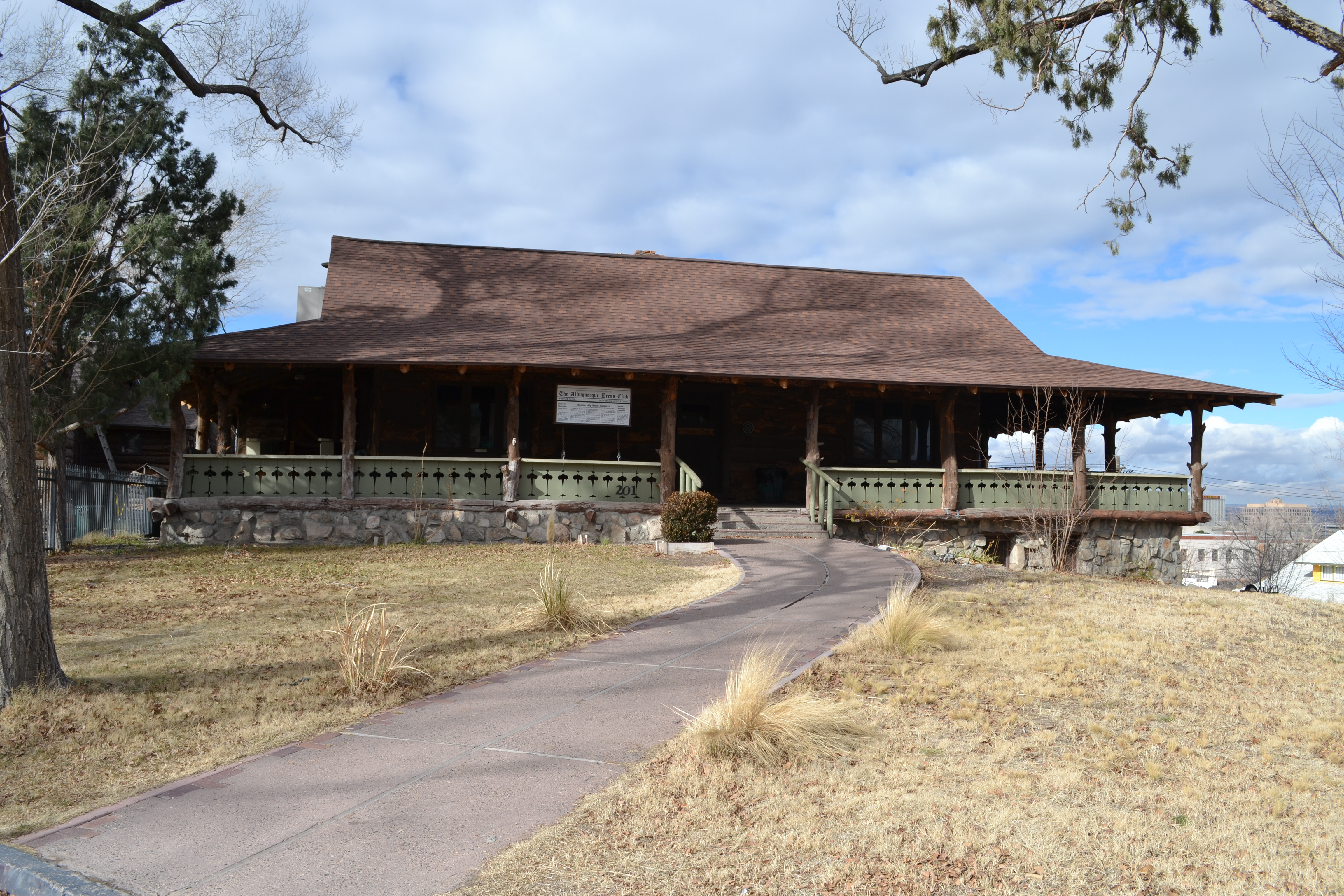
منزل ويتليسي، الذي بني في عام 1903، في البوكيرك، نيو مكسيكو

سجل ولاية نيو مكسيكو للممتلكات الثقافية (بالإنجليزية: New Mexico State Register of Cultural Properties إختصارا NMSRCP)‏ هو سجل للممتلكات التاريخية وما قبل التاريخية التي تقع في حدود ولاية نيو مكسيكو في الولايات المتحدة. تديره شعبة حماية التراث التاريخي التابعة لوزارة نيو مكسيكو للشؤون الثقافية. تجتمع لجنة مراجعة الممتلكات الثقافية ما لا يقل عن ستة مرات في السنة، وتقوم بإدراج الممتلكات في سجل الولاية وتمرر الترشيحات إلى السجل الوطني.